# کریس چیوزا
کریس چیوزا (انگلیسی: Chris Chiozza؛ زادهٔ ۲۱ نوامبر ۱۹۹۵) بازیکن بسکتبال اهل ایالات متحده آمریکا است.